# Антуса
Антуса (грч. Ανθούσα) је насељено место у општини Горуша у периферији Западна Македонија, Грчка. Према попису из 2021. године било је 15 становника.
Према грчком конзулату у Еласони 1904. године у Антуси је живело 150 Грка хришћана и 150 Грка муслимана (Валахади). Антуса се налази у области Населица, која је некада била насељена словенским становништвом које је касније хеленизовано. Године 1923. муслиманско становништво је принудно исељено у Турску а на њихово место је насељено 35 грчких избегличких породица, укупно 130 особа. На попису из 1928. године Антуса је имала 241 становника. Село се раније звало Резни.